# Háfra Noémi
Háfra Noémi (Cegléd, 1998. október 5. –) junior világbajnok magyar válogatott kézilabdázó, a Mosonmagyaróvári KC SE játékosa.

## Pályafutása

### Klubcsapatokban
Maglódon nevelkedett és itt ismerkedett meg a kézilabda alapjaival. A középiskolai tanulmányait Telepy Károly Testnevelés Szakosított Általános Iskola és Gimnáziumban végezte. 2010-től a Gyömrői VSK, majd 2014-től a Ferencvárosi TC játékosa. A zöld-fehérek első csapatában is hamar bemutatkozott, a 2014–2015-ös bajnokság döntőjében az első találkozón pályára lépett a Győri ETO ellen és a bajnoki cím mellett a kupában ezüstérmet is szerzett.
A 2016–2017-es szezont az MTK Budapestnél töltötte, és a rendszeres játéklehetőség mellett csapata legeredményesebbje volt az idényben. A Ferencváros a következő bajnoki idény előtt visszarendelte Zácsik Szandra távozását követően. A 2018-2019-es szezonban bajnoki és Magyar Kupa-ezüstérmet szerzett a Ferencvárossal, a Bajnokok Ligájában pedig a későbbi döntős orosz Rosztov-Don ellen esett ki csapatával a negyeddöntőben. 80 góljával holtversenyben a sorozat góllövő listájának második helyén végzett és megválasztották a szezon legjobb fiatal játékosának.
2019 júniusában a Handball Planet szavazásán az év fiatal játékosának választották. 2020 júniusában a Bajnokok Ligája 2019-2020-as idényének legjobb fiatal játékosának választották az Európai Kézilabda-szövetség szavazásán.
2020 novemberében a Ferencváros hivatalos honlapján jelentette be, hogy Háfra a 2021 nyarán lejáró szerződését nem hosszabbítja meg a klubbal, majd az is hivatalossá vált, hogy a Győri ETO-ban folytatja pályafutását. A 2020-2021-es szezonban bajnoki címet szerzett az FTC-vel. A következő szezonban a Győrrel is bajnoki címet nyert, majd a 2022-2023-as szezont megelőzően a dán Odenséhez került kölcsönbe.
2022 októberében a Brest Bretagne elleni Bajnokok Ligája-mérkőzésen súlyos térdsérülést szenvedett, aminek következtében műtét, majd kilenc hónapos kihagyás várt rá. A Győri ETO 2023 márciusában jelentette be, hogy a 2023–2024-es idényt a montenegrói Buducsnoszt Podgoricában tölti kölcsönben. Ott azonban miután felépült a sérüléséből, nem kapott megfelelő mennyiségű játéklehetőséget, így 2023 decemberében szezon közben a német SG BBM Bietigheimhez került kölcsönbe. 2024 június elején nem hosszabbított a Győrrel, végleg a HB Ludwigsburg játékosa lett. Háfra itt sem tudott meghatározó játékossá válni, ezért 2024 októberében felbontották a szerződését. Ezt követően a Váci NKSE csapatában folytatta pályafutását. A szezon végén nem hosszabbított szerződést a bajnokságban hetedik helyen végzett csaptával, hanem a nemzetközi kupában induló Mosonmagyaróvári KC SE játékosa lett.

### A válogatottban
Tagja volt a 2017-ben világbajnoki negyedik junior válogatottnak, a tornán az egyik legjobb teljesítmény nyújtó játékosa volt a csapatnak, az Európai Kézilabda-szövetség honlapján az egyik legígéretesebb fiatal tehetségnek nevezte.
A magyar felnőtt válogatottban 2017 októberében mutatkozott be a Koszovó elleni Európa-bajnoki selejtező-mérkőzésen. Részt vett a hazai rendezésű 2018-as junior női kézilabda-világbajnokságon, amelyen a magyar válogatott csapatával aranyérmet szerzett és bekerült a torna All Star-csapatába is. A 2018-as Európa-bajnokság előtt az Európai Kézilabda-szövetség honlapja a torna legígéretesebb fiatal játékosai közé sorolta. A 7. helyen záró válogatottban ő lett a legeredményesebb játékos 27 góljával. Beválasztották a torna All Star-csapatába is. Tagja volt a 2019-es világbajnokságon résztvevő válogatottnak. Részt vett a 2020-as Európa-bajnokságon is. Tagja volt a 2021 nyarán megrendezett tokiói olimpián szereplő válogatottnak.

## Sikerei, díjai
- Magyar bajnokság:
  - Győztes: 2015, 2021, 2022
  - Ezüstérmes: 2016, 2018, 2019
- Magyar Kupa:
  - Ezüstérmes: 2018, 2019
- Bundesliga:
  - Győztes: 2024
- Kupagyőztesek Európa-kupája:
  - Elődöntős: 2014–15
- Bajnokok Ligája:
  - Ezüstérmes: 2024
- Az év junior kézilabdázója Magyarországon: 2017, 2018[30]
- A 2018-as junior világbajnokság All-Star csapatának tagja
- A 2018-as Európa-bajnokság All-Star csapatának tagja[31]
- A 2018–2019-es Bajnokok Ligája-szezon legjobb fiatal játékosa[32]
- A 2018–2019-es szezon legjobb fiatal játékosa a Handball-planet szavazásán[33]
- A 2019–2020-as Bajnokok Ligája-szezon legjobb fiatal játékosa[34]